# سنجاب بوته‌ای سوینرتون
سنجاب بوته‌ای سوینرتون (نام علمی: Paraxerus vexillarius) نام یک گونه از سرده سنجاب بوته‌ای آفریقایی است.